# Renard dans la culture vietnamienne
Pour un article plus général, voir Renard dans la culture.
Cáo (𤞺) et Hồ ly (狐狸) sont des dénominations utilisées pour désigner le renard en Vietnamien. Tout comme dans d’autres pays d’Asie de l’Est dans la sphère culturelle chinoise, le renard a fait l’objet de nombreux récits où il est présenté comme une créature surnaturelle, jouant un rôle bénéfique ou encore maléfique pour les humains. 

## Dénominations et généralités
En vietnamien, l’esprit-renard est désigné sous un grand nombre de dénominations : des plus standards provenant du chinois, comme Hồ ly tinh (狐狸精), Hồ tinh (狐精) « esprit-renard », Hồ tiên (狐仙 ; « renard immortel »), Hồ yêu (狐妖 ; « renard-démon »), Yêu hồ (妖狐 ; « démon-renard), ou encore plus locales comme Cáo tinh (𤞺精 ; « esprit-renard »).
Selon certaines versions, les renards qui ont acquis la capacité de pouvoir se transformer et pratiquer la magie, peuvent à l’issue s'entrainent pendant cent ans, obtenir plusieurs queues : ils obtiennent dans un premier temps trois queues, devenant des démons-renards notamment des Tam vĩ yêu hồ (三尾妖狐 ; renard démon à trois queues), s'ils continuent durant mille ans, il se transforme en Lục vĩ ma hồ (六尾魔狐 ; « renard fantôme à six queues »). Et ainsi de suite jusqu'à devenir un renard à neuf queues pouvant être désigné sous les noms de Cáo chín đuôi (𤞺𠃩𡳪 ; « renard à neuf queues », Cửu vĩ hồ (九尾狐) ou encore Cửu vĩ thiên hồ (九尾天狐 ; « renard céleste à neuf queues »).
Dans certaines parties du centre et du sud du Vietnam, les gens vénèrent un renard à neuf queues Hồ Ly Cửu Vỹ tiên nương (狐狸九尾仙娘 ; « femme-renarde immortelle à neuf queues ») et sa sœur, un oiseau ébouriffé – Phấn Nhĩ Quỷ Vương tiên nương (奮茸鬼王仙娘).

## Récits et légendes

### La légende du renard à neuf queues tué par Lạc Long Quân
Dans le livre Lĩnh Nam chích quái, le Hồ ly tinh est mentionné comme un être faisant du mal aux habitants. C'est Lạc Long Quân, l'ancêtre du peuple vietnamien qui se chargea de l'éliminer. La tombe du renard tué par Lạc Long Quân se trouve au lac de l'ouest de Hanoï (en vietnamien Hồ Tây). Selon la légende, le second exploit de Lạc Long Quân fut de tuer le renard à neuf queues qui, prenant forme humaine, kidnappait et violait des jeunes filles de la région comprise entre Long Biên et le mont Tản Viên.

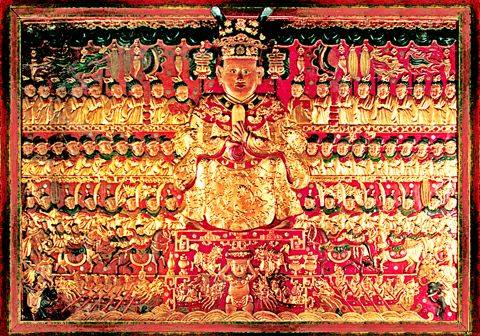
Représentation de Lạc Long Quân

L'histoire raconte que la citadelle de Thăng Long, anciennement connue sous le nom de Long Biên, était inhabitée dans les temps anciens. Lý Thái Tổ, fondateur de la dynastie Lý (1009-1225) fonda la citadelle de Thăng Long qui devint la capitale du Vietnam jusqu'à la dynastie Lê postérieure (1428-1788).

« Dans le passé, à l'ouest de la citadelle, vivait dans la grotte d'une petite montagne rocheuse un renard à neuf queues. Âgé de plus de mille ans, il pouvait se transformer en démon ou en humain. Ce hồ ly tinh avait pour habitude de prendre l'apparence d'un bel homme vêtu d'une chemise blanche et d'attirer des garçons et des filles dans sa grotte. Le renard à neuf queues pouvait aussi bien se transformer en jolie fille pour séduire un garçon, qu'en beau jeune homme pour séduire une villageoise. Parfois déguisé en démon il s'attelait à effrayer les gens. Pour survivre, il se nourrissait de chaire humaine. Lạc Long Quân ordonna alors de faire augmenter le niveau eau pour attaquer la grotte. Le renard à neuf queues s'est enfui de sa tanière mais il fut poursuivi. On l'attrapa et le dévora. Cet endroit est devenu le lac de l'ouest de Hanoï, autrefois appelé lagune Xác Cáo (lagune des cadavres de renard) ou Đầm Xác Cáo en vietnamien, qui est aujourd'hui Tây Hồ. Le temple Kim Ngưu Tự fut construit pour supprimer le démon. L'ancienne grotte du renard, s'appelle maintenant Lỗ Khước Thôn. »

### La légende du renard à neuf queues qui sauva l'empereurLê Thái Tổ
Dans l'histoire du Đại Việt sử ký toàn thư il est rapporté que l'empereur Lê Thái Tổ fut autrefois sauvé par un Hồ ly tinh. C'était quand il se cachait de l'armée Ming à Lam Sơn. Il était poursuivi de près quand tout à coup il vit une fille en robe blanche flottant dans la rivière. Il enterra la jeune fille et se cacha à nouveau. Alors que l'armée Ming allait le découvrir, un renard blanc sortit de nulle part, obligeant l'armée Ming à changer de direction. Lê Thái Tổ pensa que ce fut la jeune fille qui le sauva. Plus tard il la nomma "dieu gardien du pays" et fit ériger la statue d'une jeune fille avec un demi-corps de renard à neuf queues, appelée Hồ ly phu nhân (狐狸夫人) or Hộ quốc phu nhân (護國夫人). A la fin du XVIIIème siècle, le poète Phạm Đình Hổ décrit la statue de Hộ Quốc phu nhân dans son ouvrage Vũ Trung tùy bút comme suit : "...Cette statue a une tête humaine et le corps d'un Hồ ly tinh, une très belle figure, la forme d'une jeune fille, les cheveux attachés en chignon et avec une broche."

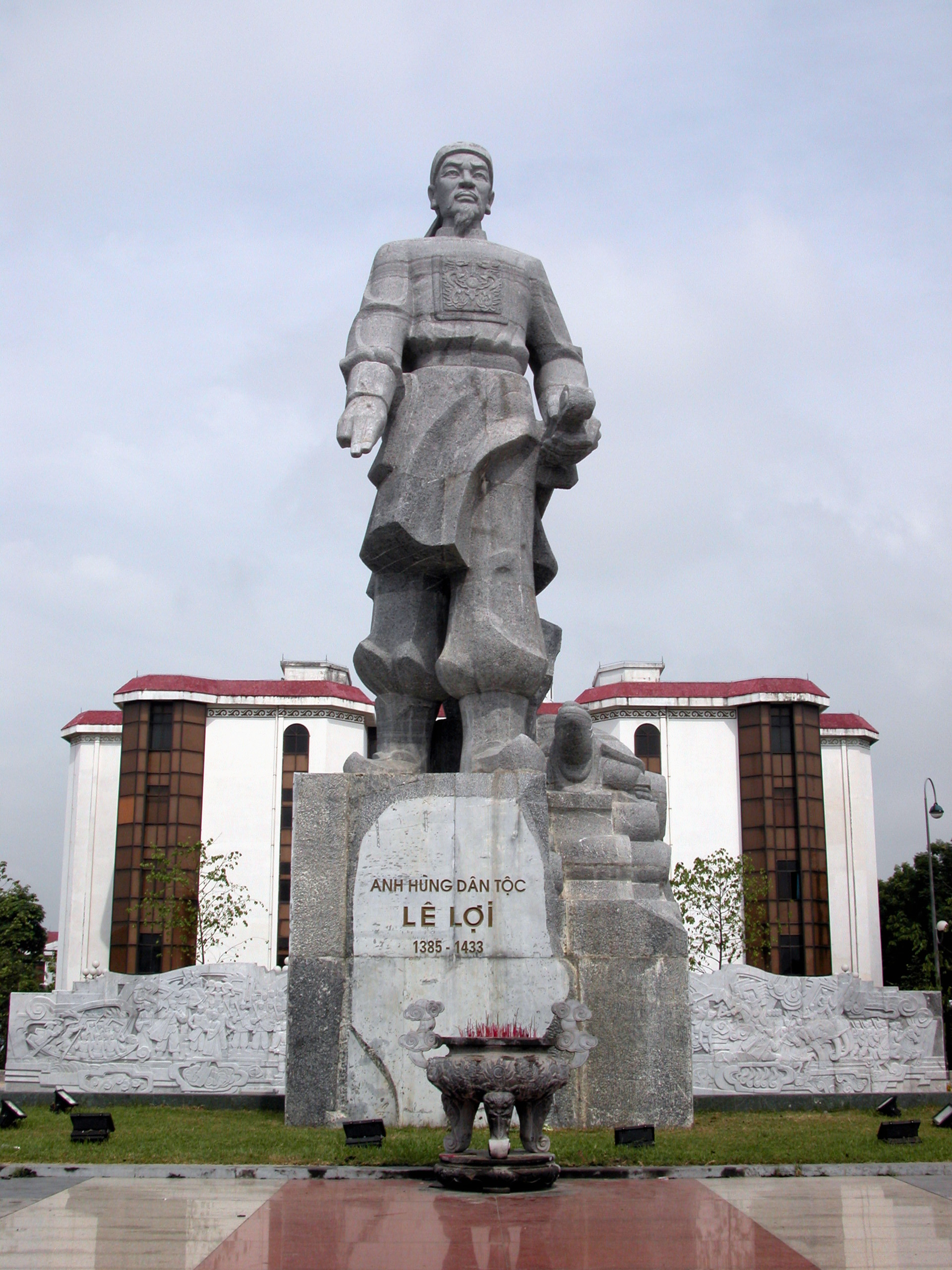
Statue de l'empereur Lê Lợi (1385-1433) qui fut empereur d'Annam et fondateur de la dynastie Lê postérieure. Il régna sur le Đại Việt de 1428 à 1433

## Le culte du renard à neuf queues au Vietnam
Dans certaines régions du centre et du sud du Vietnam, il y a deux adorateurs de Hồ Ly Cửu Vỹ tiên nương (狐狸九尾仙娘) et de la reine des fées Phấn Nhĩ Quỷ Vương tiên nương (奮茸鬼王仙娘). Selon les histoires des habitants de Đà Nẵng et de la province de Khánh Hòa: "Hồ Ly Cửu Vĩ tiên nương (un renard à neuf queues cherchant à devenir une fée) et Phấn Nhĩ Quỷ Vương tiên nương (les plumes d'un oiseau ébouriffé cherchant à devenir un roi) sont deux sœurs et sont les divinités vénérées par les villageois. Dans le passé, le village de Xuân Thiều était une terre désolée, pleine de miasmes, de forêts denses et de nombreux animaux sauvages. Ceux voulant y habiter devaient braver de nombreux dangers et chaque jour combattre des animaux sauvages. Les maladies faisaient rage et rendaient de nombreuses personnes malades. Les villageois se mirent à prier les Dieux pour leur venir en aide. Un beau jour les villageois virent un renard à neuf queues et un oiseau à plumes revenir de la montagne et se transformer en deux magnifiques femmes. Les deux femmes éliminèrent les animaux sauvages et soignèrent les malades. Après cela, personne ne les revit. Le village retrouva sa paix d'antan. Les villageois crurent que leurs souhaitait avaient été exaucés et décidèrent d'ériger un temple."

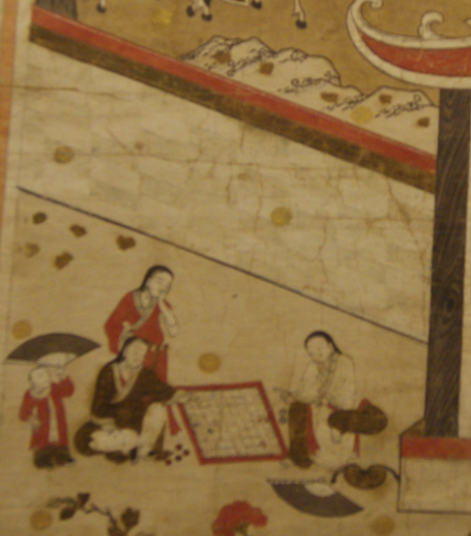
Représentation de Vietnamiens du XVIIIe siècle